# Juliane Walz
Juliane Sarah Walz (* 11. Februar 1985 in Calw als Juliane Sarah Stickel) ist eine deutsche Medizinerin und Immunologin. Sie hat eine Professur für Peptid-basierte Immuntherapie an der Universität Tübingen inne und widmet sich insbesondere der Entwicklung peptidbasierter Immunotherapien.

## Werdegang
Nach dem Abitur, das Juliane Walz 2004 am Christophorus-Gymnasium in Altensteig ablegte, studierte sie von 2004 bis 2010 Humanmedizin an der Eberhard Karls Universität Tübingen. 2011 promovierte sie in der Abteilung Immunologie des Interfakultären Instituts für Zellbiologie der Universität Tübingen. Anschließend begann sie eine Facharztausbildung in der Inneren Medizin an der Medizinischen Klinik II des Universitätsklinikums Tübingen, die sie von 2011 bis 2017 absolvierte. Im Mai 2017 wurde sie Fachärztin für Innere Medizin sowie Hämatologie und Onkologie.
Seit Januar 2012 leitet Walz eine Forschungsgruppe im Bereich Immunologie an der Universität Tübingen mit dem Schwerpunkt „Peptid-basierte Immuntherapie“. Im Mai 2018 habilitierte sie sich im Fach Innere Medizin an der Medizinischen Fakultät der Eberhard-Karls-Universität Tübingen.
Von Mai 2017 bis März 2019 war sie als Fachärztin in der Abteilung für Hämatologie und Onkologie am Universitätsklinikum Tübingen tätig. Im April 2019 führte sie ein Forschungsstipendium in die USA an das National Institute of Health (NIH) in Bethesda, wo sie im Labor von Tim Greten tätig war. Zurück in  Deutschland leitet sie seit 2020 die Sektion Immuntherapie am Robert Bosch Centrum für Tumorerkrankungen (RBCT) in Stuttgart und hat die Leitung des Wirkstoffpeptidlabors zur Herstellung personalisierter Impfstoffe an der Universität Tübingen übernommen.
Zum April 2022 übernahm Walz die W3-Professur für Peptid-basierte Immuntherapie und gleichzeitig die Rolle als medizinische Direktorin in der KKE (klinische Kooperationseinheit) Translationale Immunologie. Damit eröffnete sich ihr die Möglichkeit, innovative Immuntherapiekonzepte im Labor zu entwickeln. Diese können anschließend in der eigenen GMP-Einheit hergestellt und direkt in klinischen Studien getestet werden. Ziel ist es, eine Verbindung zwischen Labor und Klinik zu schaffen, um neue Therapien schneller für Patientinnen und Patienten zugänglich zu machen.

## Forschungsschwerpunkte
Das zentrale Ziel der Forschungsarbeit von Juliane Walz im Bereich der Immunologie liegt in der Entwicklung innovativer peptidbasierter Immuntherapien zur Behandlung von Tumor- und Infektionskrankheiten. Peptide sind kurze Proteinfragmente, die über HLA-Moleküle auf der Zelloberfläche dem Immunsystem, insbesondere den T-Zellen, präsentiert werden und so die Erkennung von Tumorzellen oder virusinfizierten Zellen als körperfremd ermöglichen. Einen wichtigen Teil ihrer Arbeit stellen die Identifizierung, Charakterisierung und Modifikation solcher Tumor- oder Infektions-assoziierten Peptide durch massenspektrometrische Immunopeptidomanalysen dar. Basierend auf zahlreichen präklinischen Veröffentlichungen werden selbstentwickelte personalisierte Peptidimpfstoffe für Patientinnen und Patienten mit chronischer lymphatischer Leukämie (CLL) sowie ein T-Zell-Aktivator zur Bekämpfung von COVID-19, insbesondere für immunsupprimierte oder an Krebs erkrankte Personen, in klinischen Studien getestet.

## Publikationen
Von Juliane Walz wurden zahlreiche wissenschaftliche Publikationen veröffentlicht, in den ersten Jahren noch unter ihrem Geburtsnamen Stickel. Im Februar 2025 hatte sie laut Google Scholar einen h-Index von 33.

## Auszeichnungen
- 2024: Robert Pfleger-Forschungspreis[6]
- 2024: Swiss Bridge Award[7]